# Lee Young-jun (Eishockeyspieler)
Lee Young-jun (* 3. Januar 1991) ist ein südkoreanischer Eishockeyspieler, der seit 2019 erneut bei Anyang Halla in der Asia League Ice Hockey unter Vertrag steht.

## Karriere
Lee Young-jun begann seine Karriere als Eishockeyspieler in der Mannschaft der Kyung-gi Highschool. Als 18-Jähriger wechselte er für drei Jahre zur Yonsei University. 2012 wurde er von Anyang Halla, einer der beiden südkoreanischen Mannschaften in der Asia League Ice Hockey, verpflichtet 2014 wurde er zum „Jungen Spieler des Jahres“ der Asia League Ice Hockey gewählt. Anschließend wechselte er für ein Jahr zum koreanischen Ligakonkurrenten High1. Von 2015 bis 2017 spielt er für den dritten koreanischen ALIH-Klub Daemyung Sangmu und wechselte dann zum Liganeuling Daemyung Killer Whales. Seit 2019 spielt er wieder für Anyang Halla und gewann mit dem Klub 2023 und 2024 die Asia League.

### International
Für Südkorea nahm Kim Sang-wook im Juniorenbereich an der U18-Weltmeisterschaft 2009 und der U20-Weltmeisterschaft 2010 jeweils in der Division II teil. Mit der südkoreanischen Studentenauswahl nahm er an der Winter-Universiade 2011 im türkischen Erzurum teil.
Sein Debüt in der Herren-Nationalmannschaft des asiatischen Landes gab er in der Spielzeit 2012/13. Er nahm bislang an den Weltmeisterschaften 2014, 2015, 2016, 2017, als den Ostasiaten durch einen zweiten Platz hinter Österreich erstmals der Sprung in die Top-Division gelang, 2023 und 2024, als er bester Vorbereiter des Turniers war, in der Division I teil. 2018 spielte er sowohl in der Top-Division der Weltmeisterschaften, als auch bei den Olympischen Winterspielen im eigenen Land.

## Erfolge und Auszeichnungen
- 2014 „Junger Spieler des Jahres“ der Asia League Ice Hockey
- 2023 Gewinn der Asia League Ice Hockey mit Anyang Halla
- 2024 Gewinn der Asia League Ice Hockey mit Anyang Halla

### International
- 2009 Aufstieg in die Division I bei der U18-Weltmeisterschaft der Division II
- 2015 Aufstieg in die Division I, Gruppe A, bei der Weltmeisterschaft der Division I, Gruppe B
- 2017 Aufstieg in die Top-Division bei der Weltmeisterschaft der Division I, Gruppe A
- 2024 Bester Vorlagengeber der Weltmeisterschaft der Division I, Gruppe A (gemeinsam mit drei weiteren Spielern)

## Asia-League-Statistik
(Stand: Ende der Saison 2023/24)